# 奇東柱
奇 東柱（キ・ドンジュ、英語: Ki Dong-ju、朝鮮語:  기동주、2001年4月12日 - ）は、大韓民国の男子バドミントン選手。

## 経歴
アジアジュニア選手権で、混合ダブルスで銅メダルを獲得した。
2024年、トマス杯では、グループステージの中国戦第2ダブルスに、金元昊との即席ペアで出場し、世界ランク8位の劉雨辰 / 欧烜屹を17-21, 21-17, 23-21の接戦で破った。
同年8月のインドネシア・インターナショナルでは、2歳年下の金在賢とペアを組んで出場。2回戦で第1シードを破り、決勝もストレートで勝利して優勝した。
2025年、3月から元世界選手権王者の姜敏赫とペアを組む。
初陣のオルレアン・マスターズでは、邱相榤 / 王齊麟らを破り準決勝進出。準決勝では、ツアーランキング1位(その年のみの世界ランキング)である金元昊 / 徐承宰を21-18, 9-21, 21-19で破る。決勝では世界ランク3位で第1シードの梁偉鏗 / 王昶を破って優勝した。
翌週の全英オープンでは、2回戦で世界ランク4位のファジャル・アルフィアン / ムハマド・リアン・アルディアントをファイナルデュースで破る。
5月のタイ・オープンでは、鄭娜銀との混合ダブルスで、2回戦で世界ランク9位の緑川大輝 / 齋藤夏を破る。準々決勝では、環境覇者の馮彥哲 / 黄東萍相手に敗れるも、21-19, 21-23, 13-21という大健闘となった。